# Wiesław Grochowski (waltornista)
Wiesław Zenon Grochowski (ur. 18 grudnia 1956) – polski waltornista i pedagog.
Ukończył Akademię Muzyczną w Katowicach w klasie waltorni Adama Przybyły. Laureat I nagrody w Ogólnopolskim Konkursie Zespołów Kameralnych (Włocławek 1976), oraz zdobywca wyróżnienia na Międzynarodowym Konkursie Młodych Waltornistów (Pabianice 1979). Po krótkim okresie pracy w Orkiestrze Polskiego Radia w Krakowie, od 1980 do chwili obecnej jest waltornistą – solistą Narodowej Orkiestry Symfonicznej Polskiego Radia w Katowicach. Jako I waltornista wielokrotnie współpracował z Filharmonią Narodową w Warszawie, czy Polską Orkiestrą Kameralną „Sinfonia Varsovia”. Jest również członkiem Warszawskiego Kwintetu Dętego „Da Camera”.
Działalność pedagogiczną rozpoczął w 1995 w Akademii Muzycznej we Wrocławiu, od 2001 jest wykładowcą w Akademii Muzycznej w Katowicach. Kwalifikacje I stopnia uzyskał w 1996, w 2004 uzyskał stopień doktora habilitowanego, w 2006 mianowanie na profesora Akademii Muzycznej, a w 2012 nominację na profesora sztuk muzycznych.
Został odznaczony Złotym Krzyżem Zasługi (2023).